# زونریت
زونریت  (به انگلیسی: Zeunerite) با فرمول شیمیایی Cu[UO2 - AsO4]2. 8-12 H2O از مجموعه کانی هاست و دارای رادیواکتیویته شدید - روی زغال یک رسوب سفید As2O۳ می‌دهد-کانی مشابه آن توربرنیت است. از نام فیزیکدان آلمانی G.A.Zeuner گرفته شده‌است. محلول در HNO3 CuO:۶٫۷۵٪  UO۳:۴۸٫۵۷٪  As2O۵:۲۶٫۳۳٪  H2O:۱۸٫۳۵٪  برای اولین بار در آلمان شرقی کشف شد و از نظر شکل بلور: پهن و کوتاه، رنگ: زرد متمایل به سبز - زمردی، شفافیت: شفاف (چنانچه هیدراته باشد)، جلا: شیشه ای، رخ: عالی، سیستم تبلور: کوادراتیک و در رده‌بندی آرسنیات است  و منشأ تشکیل آن ثانوی است.
همایند کانی‌شناسی (پارانژ) آن توربرنیت- کانیهای دیگر اورانیوم است
، از نظر ژیزمان بلور- آگرگاتهای فلسی تقریباْ کمیاب است و بیشتر در آلمان و آمریکا یافت می‌شود.

## منبع
- پردیس کشاورزی ایران